# Antoni Bosch-Veciana
Antoni Bosch-Veciana (Terrassa, Vallès Occidental, 1951) és un professor català de filosofia a la Facultat de Filosofia de la Universitat Ramon Llull.
És doctor en Filosofia i llicenciat en Filosofia i en Teologia. En l'actualitat és professor a la Facultat de Filosofia de la Universitat Ramon Llull i a l'ISCREB de Barcelona. Catedràtic per oposició de filosofia a l'IEnsenyament Secundari (1983-2011). Director de la secció de Filosofia Antiga de la Societat Catalana de Filosofia (2001-2011). És membre numerari de la International Plato Society i del Centre d'Études sur la pensée antique "Kairos kai Logos" de la Université d'Ais de Provença. És també membre de la Secció Mediterrània de la International Plato Society. Així mateix, és membre del Consell de Direcció de la revista Comprendre: revista catalana de filosofia (URL). Ha impartit cursos sobre Plató i els platonismes, filosofia i literatura grega, antropologia filosòfica i hermenèutica, entre d'altres. Ha escrit llibres i articles sobre aquestes temàtiques. És membre del Consell Editorial de la revista Anuari de la Societat Catalana de Filosofia. Revista de Filosofia (Institut d'Estudis Catalans) i del Grup de Recerca de la Universitat Ramon Llull: «Filosofia i Cultura».